# Politica in Harry Potter
L'argomento politica in Harry Potter è oggetto di numerosi studi e tesi di laurea; secondo Inside Higher Ed (il catalogo della biblioteca del Congresso, che ha in archivio 21 volumi dedicati a critiche e studi approfonditi dell'universo potteriano) almeno 17 tesi di dottorato e 7 di master sono state dedicate all'argomento, e in alcune università si è arrivati ad un corso separato in scienze politiche dedicato al tema.
La rivista TIME, nel numero annuale de la persona dell'anno ha posizionato - per temi politici e sociali - la Rowling al terzo posto, dopo Vladimir Putin e Al Gore. Altri hanno paragonato il potenziale della saga al libro La capanna dello zio Tom di Harriet Beecher Stowe, dal quale nel XIX secolo scaturì la maturazione del movimento abolizionista.
Il Wall Street Journal ha comparato il personaggio Cornelius Caramell al famoso politico Neville Chamberlain (notizia successivamente confermata dalla stessa Rowling), poiché entrambi erano desiderosi di evitare una guerra, e Albus Silente a Winston Churchill.

## Razzismo e discriminazione

### Razzismo

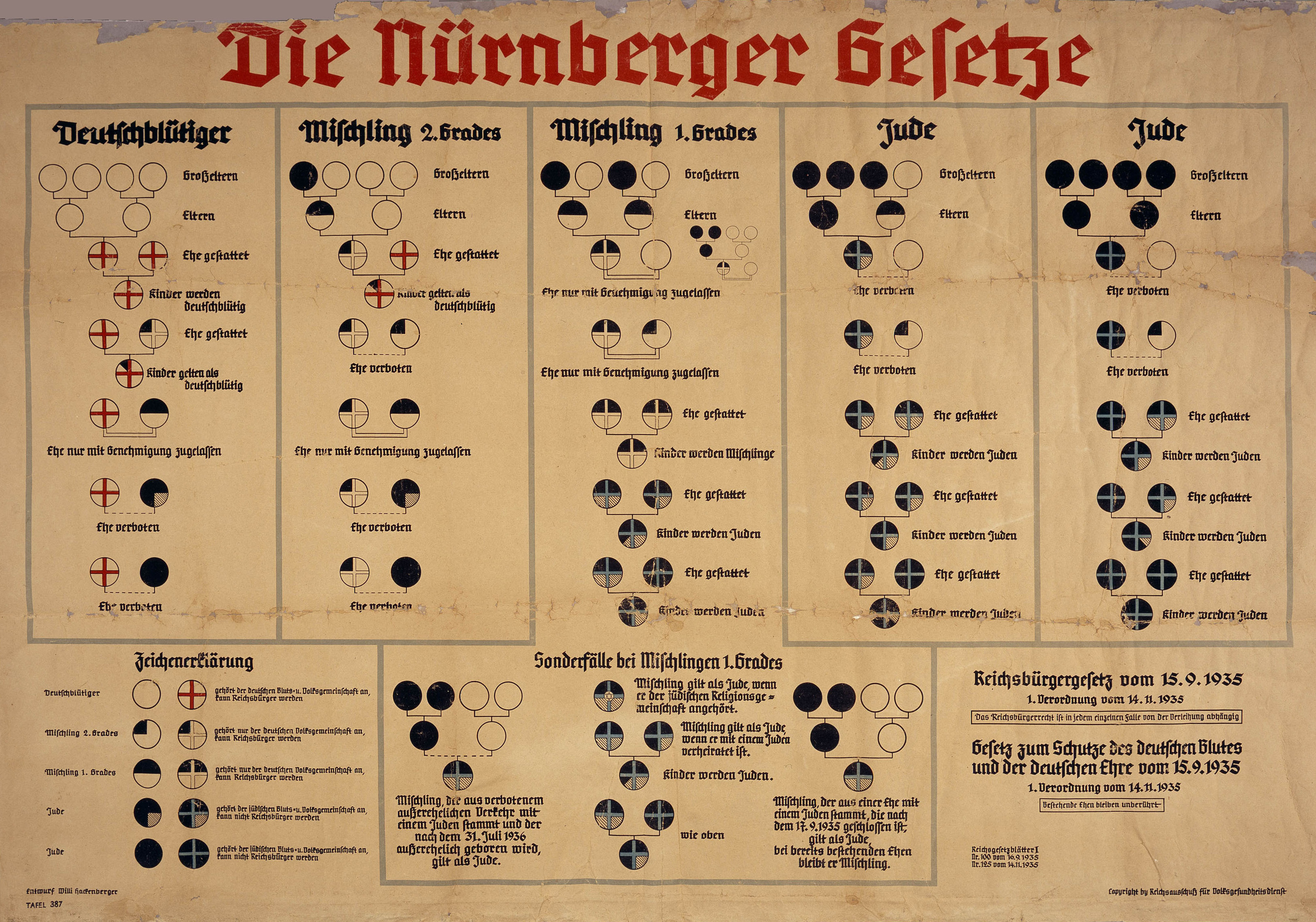
Grafico risalente all'era nazista. È descritta la purezza di sangue (in ordine) dei tedeschi, dei meticci di 2º e 1º grado e degli ebrei. L'analogia nei testi di Harry Potter si riscontra nei: babbani, mezzosangue, nati babbani e purosangue.

Molti analisti hanno trovato e criticato i messaggi razzisti esposti in Harry Potter. Christopher Hitchens del The New York Times ha fatto riferimento alla cicatrice sulla fronte fatta da Voldemort a Harry Potter durante la maledizione, facendo notare che la sua forma a saetta sia identica al simbolo del partito fascista inglese di Sir Oswald Mosley.
J. K. Rowling è stata intervistata circa l'importanza della purezza di sangue all'interno dei suoi libri. In un'intervista del 2000 ha detto:
Le similitudini con l'ideologia nazista sono state confermate dalla Rowling, che si è ispirata ad Adolf Hitler per la creazione di Lord Voldemort e del suo pensiero estremista di purezza razziale, in questo caso di sangue.  Così come nel mondo reale chi fa riferimento ad ideologie razziste chiama traditori di razza chi fraternizza con le razze inferiori, i fautori della purezza del sangue magico chiamano traditori del sangue chi è amico, favorevole o si imparenta con babbani e nati babbani.
Parlando delle metafore sulla pulizia etnica presentate lungo la serie, la Rowling ha detto che si tratta di normali metafore politiche, ma di non pensare di aver creato l'impero nazista nel mondo magico. Poiché analizzando meglio i romanzi, si può dedurre che oltre alle maggiori sfumature sulla Germania nazista si possono riscontrare collegamenti ad altre situazioni politiche.

### Altri tipi di discriminazione
Sono state viste come metafore di discriminazioni reali il trattamento di sudditanza e schiavismo riservato agli elfi domestici e l'emarginazione sociale dei lupi mannari: la malattia che affligge il professor Remus Lupin è, come dichiarato dall'autrice, metafora di patologie che comportano stigma sociale, come ad esempio l'AIDS.

## Risposte della Rowling
Parlando delle varie critiche ricevute per la saga, dei temi seminazisti, e del ruolo della politica in Harry Potter, Joanne Rowling ha dichiarato che:
So you have the intent to impose a hierarchy, you have bigotry, and this notion of purity, which is this great fallacy, but it crops up all over the world. People like to think themselves superior and that if they can pride themselves in nothing else they can pride themselves on perceived purity.
So yeah that follows a parallel [to Nazism]. It wasn't really exclusively that. I think you can see in the Ministry even before it's taken over, there are parallels to regimes we all know and love.»
Quindi voi trovate l'intenzione di imporre una gerarchia, trovate il fanatismo, e questo concetto di purezza razziale, che è un grande errore ma è presente in ogni parte del mondo. Alle persone piace pensare di essere superiori, e il loro orgoglio al riguardo non può fare altro che aumentare la percezione di purezza.
Si segue una strada parallela [al nazismo]. Ma non solo a questo. Si può notare che all'interno del Ministero della Magia, anche prima che fosse ripreso, ci siano dei paralleli a regimi che tutti noi conosciamo e amiamo.»
La scrittrice ha anche ribadito che non si deve presumere che le istituzioni dominanti e i giornalisti dicano la verità.